# ورونیکا راث
ورونیکا راث، (انگلیسی: Veronica Roth؛ زادهٔ ۱۹ اوت ۱۹۸۸) یک نویسنده، و پدیدآور اهل ایالات متحده آمریکا است. سه‌گانه سنت شکن (سنت شکن، شورشی، هم پیمان + فور) که جز پرفروش‌ترین کتابهای علمی-تخیلی دنیاست اثر وی است.

#### زندگی شخصی ورونیکا راث
ورونیکا راث در 19 اوت 1988 در شهر نیویورک متولد شد و عمدتاً در بارینگتون، ایلینوی بزرگ شد. مادر او، باربارا راس، یک نقاش است که در بارینگتون زندگی می کند. او کوچکترین فرزند از سه فرزند است. وقتی او پنج ساله بود والدینش طلاق گرفتند و مادرش دوباره با فرانک راس، مشاور مالی شرکت های محوطه سازی ازدواج کرد. برادر و خواهر او در منطقه شیکاگو زندگی می کنند.
راث اهل آلمان و لهستان است. راث درباره پدرش می‌گوید: «او شغل داشت و دور کار می‌کرد. اکنون با پدر ناتنی‌ام رابطه خوبی دارم.» پدربزرگ و مادربزرگ مادری او بازماندگان اردوگاه کار اجباری بودند که اعتقادات مذهبی مادرش را از مذهب دور می‌کرد. راث با شرکت در مطالعه انجیل مسیحی در دوران دبیرستان خود درباره مسیحیت آموخت و از آن زمان تاکنون با آن باقی مانده است.
راث به مدرسه ابتدایی Grove Avenue، Prairie Middle School و Barrington High School رفت. پس از یک سال در کالج کارلتون، او به دانشگاه نورث وسترن برای برنامه نویسندگی خلاق آن منتقل شد.
راث در سال 2011 با عکاس نلسون فیچ ازدواج کرد. آنها در شیکاگو زندگی می کنند.